# Dera (distrikt i Etiopien, lat 10,17, long 38,67)
Dera är ett distrikt i Etiopien. Det ligger i den centrala delen av landet, 130 km norr om huvudstaden Addis Abeba.